# Grégory Béranger
Grégory Béranger (Niza, Francia, 30 de agosto de 1981) es un exfutbolista francés.

## Trayectoria
Su primer equipo fue el equipo amateur del Cagnes sur Mer en 2002. Llegó a España en la temporada 2006 para jugar en el Racing de Ferrol. Después, fichó por el Numancia y ascendió a la Primera División en su segunda temporada como jugador numantino. Fichó por el RCD Espanyol y luego estuvo cedido en la U. D. Las Palmas y el CD Tenerife. 
Tras rescindir su contrato con el club perico, Beranger fichó por el Elche CF, equipo con el que logra un nuevo ascenso a Primera en la temporada 2012-13. En la 2013-14, llega a un acuerdo con el club ilicitano para la rescisión de su contrato. Después de la lesión que sufrió en noviembre del 2011, el 16 de diciembre de 2013 anuncia su retirada. En la actualidad, es uno de los utilleros del primer equipo del Elche CF.

## Clubes
- Actualizado el 16 de diciembre de 2013.

| Club                    | País    | Año       |
| ----------------------- | ------- | --------- |
| SC Bastia               | Francia | 1998-2000 |
| Clermont Foot Auvergne  | Francia | 2000-2002 |
| AS Cannes               | Francia | 2003-2006 |
| Racing de Ferrol        | España  | 2006-2006 |
| Numancia                | España  | 2006-2008 |
| RCD Espanyol            | España  | 2008-2010 |
| U. D. Las Palmas        | España  | 2010-2010 |
| Club Deportivo Tenerife | España  | 2010-2011 |
| Elche Club de Fútbol    | España  | 2011-2013 |